# Russ Howard
Russ Howard (n. 19 februarie 1956, Midland⁠(d), Ontario, Canada) este un jucător de curl ce a reprezentat Canada, medaliat olimpic. A participat la o ediție a Jocurilor Olimpice (2006) în care a câștigat o medalie de aur.

## Participări
Lista de mai jos prezintă principalele competiții la care a participat Russ Howard de-a lungul carierei.
- Curling ai XX Giochi olimpici invernali[*]